# Ivan Silàiev
Ivan Stepànovitx Silàiev, en rus Ива́н Степа́нович Сила́ев, (Baktyzino, (Nizhni Novgorod, Unió Soviètica) 21 d'octubre de 1930 — 8 de febrer de 2023) fou un polític rus.
Va ocupar el càrrec de Primer Ministre de Rússia des del 15 de juny del 1990 fins al 26 de setembre del 1991, així com el de President del Consell de Ministres de la Unió Soviètica, convertint-se en l'últim que ocupava aquest càrrec, des del 6 de setembre del 1991 fins al 25 de desembre del mateix any.